# Kopljevići (gmina Mrkonjić Grad)
Kopljevići (cyr. Копљевићи) – wieś w Bośni i Hercegowinie, w Republice Serbskiej, w gminie Mrkonjić Grad. W 2013 roku liczyła 296 mieszkańców.